# 喬治·邁諾特
喬治·邁諾特（George Richards Minot，1885年12月2日—1950年2月25日）是一位美國醫學家，出生於麻塞諸塞州的波士頓。由於關於貧血的研究而與喬治·惠普爾（George Hoyt Whipple）及威廉·莫菲（William Parry Murphy）共同獲得1934年的諾貝爾生理學或醫學獎。

## 外部連結
- Nobel e-Museum: George R. Minot – Biography（页面存档备份，存于）
- "Red-Blooded Doctors Cure Anemia"
- Pernicious Anemia, a Victory for Science